# La vita e la felicità (singolo)
La vita e la felicità è il singolo di debutto del cantante Michele Bravi, scritto da Tiziano Ferro e Sergio Vallarino, in arte Zibba, in occasione della partecipazione di Bravi alla settima edizione di X Factor Italia (poi vinta).

## Videoclip
Il videoclip del brano è stato trasmesso in anteprima venerdì 20 dicembre 2013 sul canale Sky Uno. 
Il 23 dicembre 2013 viene pubblicato sul canale ufficiale Vevo su YouTube.

## Tracce
Testi di Tiziano Ferro e Sergio Vallarino, musiche di Sergio Vallarino.
1. La vita e la felicità – 3:18

## Successo commerciale
La canzone ha debuttato alla 9ª  posizione nella classifica FIMI per arrivare nella seconda settimana in 1ª  posizione. La settimana successiva è scesa al sesto posto, e successivamente al diciottesimo posto.
Il 24 gennaio 2014 il singolo viene certificato dalla FIMI disco d'oro per aver venduto oltre 15 000 copie.

## Formazione
- Michele Bravi - voce
- Michael Landau - chitarra elettrica, chitarra acustica
- Christian "Noochie" Rigano - tastiera, organo Hammond
- Alex Alessandroni Jr. - pianoforte
- Michele Canova Iorfida - sintetizzatore
- Sean Hurley - basso
- Victor Indrizzo - batteria

## Classifiche
| Classifica (2013) | Posizione massima |
| ----------------- | ----------------- |
| Italia            | 1                 |